# بازی‌های استوک مندویل
بازی‌های استوک مندویل (به انگلیسی: Stoke Mandeville Games) رویداد ورزشی است که به‌عنوان یکی از پایه‌های اصلی بازی‌های پارالمپیک مدرن شناخته می‌شود. این بازی‌ها در سال ۱۹۴۸ توسط سر لودویگ گاتمن، پزشک برجستهٔ آلمانی-بریتانیایی، برای سربازان معلول جنگ جهانی دوم در بیمارستان استوک مندویل در باکینگهام‌شر، انگلستان با حضور ۱۶ ورزشکار برگزار شد. هدف اصلی این بازی‌ها کمک به بازتوانی معلولان جنگی از طریق ورزش بود.

## تاریخچه
بازی‌های استوک مندویل به‌عنوان رویداد ورزشی اولیه‌ای که منجر به شکل‌گیری بازی‌های پارالمپیک شد، شناخته می‌شود. این بازی‌ها در ابتدا به‌عنوان یک رویداد ورزشی محلی برای سربازان معلول جنگ جهانی دوم در بیمارستان استوک مندویل برگزار شد و با همین نام نیز شناخته می‌شد. عنوان «بازی‌های استوک مندویل» به مکان برگزاری این رویدادها اشاره داشت و در آن زمان به‌طور گسترده‌ای مورد استفاده قرار می‌گرفت. این بازی‌ها به مرور زمان توسعه یافت و به یک رویداد بین‌المللی تبدیل شد.
در ۲۹ ژوئیه ۱۹۴۸، همزمان با آغاز بازی‌های المپیک تابستانی لندن، سر لودویگ گوتمن اولین دورهٔ بازی‌های استوک مندویل را با حضور ۱۶ ورزشکار برگزار کرد. این ورزشکاران که همگی از صندلی‌های چرخدار استفاده می‌کردند، در دو رشتهٔ ورزشی تیراندازی با کمان و بدمینتون رقابت کردند. این رویداد به مرور زمان توسعه یافت و به تدریج ورزشکارانی از دیگر کشورها نیز در آن شرکت کردند.
در سال ۱۹۵۲، اولین رقابت‌های بین‌المللی استوک مندویل با حضور ورزشکارانی از هلند برگزار شد که به‌طور رسمی آغازگر جنبش پارالمپیک شد. با گسترش و افزایش مشارکت ورزشکاران از کشورهای مختلف، این بازی‌ها به‌تدریج به‌عنوان نقطه آغازین بازی‌های پارالمپیک شناخته شدند. با این حال، عنوان «بازی‌های استوک مندویل» همچنان برای اشاره به دوره‌های اولیه این رویدادها، به ویژه در منابع تاریخی، به کار می‌رود.
در سال ۱۹۶۰، اولین دورهٔ رسمی بازی‌های پارالمپیک با الهام از بازی‌های استوک مندویل و به میزبانی شهر رم برگزار شد. این بازی‌ها که با حضور ۴۰۰ ورزشکار از ۲۳ کشور برگزار شد، شامل ۸ رشته ورزشی بود و به عنوان اولین پارالمپیک تابستانی در تاریخ ثبت شد.

## نقش در توسعه بازی‌های پارالمپیک
بازی‌های استوک مندویل نقطه شروعی برای تشکیل بازی‌های پارالمپیک بودند. این رویدادها به‌تدریج از یک رقابت محلی به یک جنبش بین‌المللی تبدیل شدند که ورزشکاران دارای معلولیت از سراسر جهان را به خود جذب کرد. اولین دوره بازی‌های پارالمپیک در رم در سال ۱۹۶۰ با الهام از بازی‌های استوک مندویل برگزار شد و از آن زمان تاکنون به یک رویداد بزرگ و جهانی تبدیل شده است.

## تأثیرات اجتماعی
بازی‌های استوک مندویل تأثیرات اثربخشی بر جامعه و به ویژه بر نگرش عمومی نسبت به افراد دارای معلولیت داشت. این بازی‌ها به بازتوانی جسمی و روانی افراد معلول کمک کرد و همزمان به نمایش قابلیت‌ها و توانمندی‌های آنان پرداخت و مفهوم جدیدی از شمول و برابر در ورزش را به جامعه ورزشی معرفی کرد. بازی‌های استوک مندویل و بازی‌های پارالمپیک که به دنبال آن برگزار شدند، به مرور زمان به عنوان نمادی از اراده، پشتکار و تلاش انسان‌ها برای غلبه بر موانع جسمی و روحی شناخته شدند.

## سرانجام
بازی‌های استوک مندویل به تدریج در قالب بازی‌های پارالمپیک ادغام شد و عنوان مستقل خود را از دست داد. امروزه، این بازی‌ها به عنوان بخشی از تاریخ جنبش پارالمپیک شناخته می‌شوند.

## نگارخانه

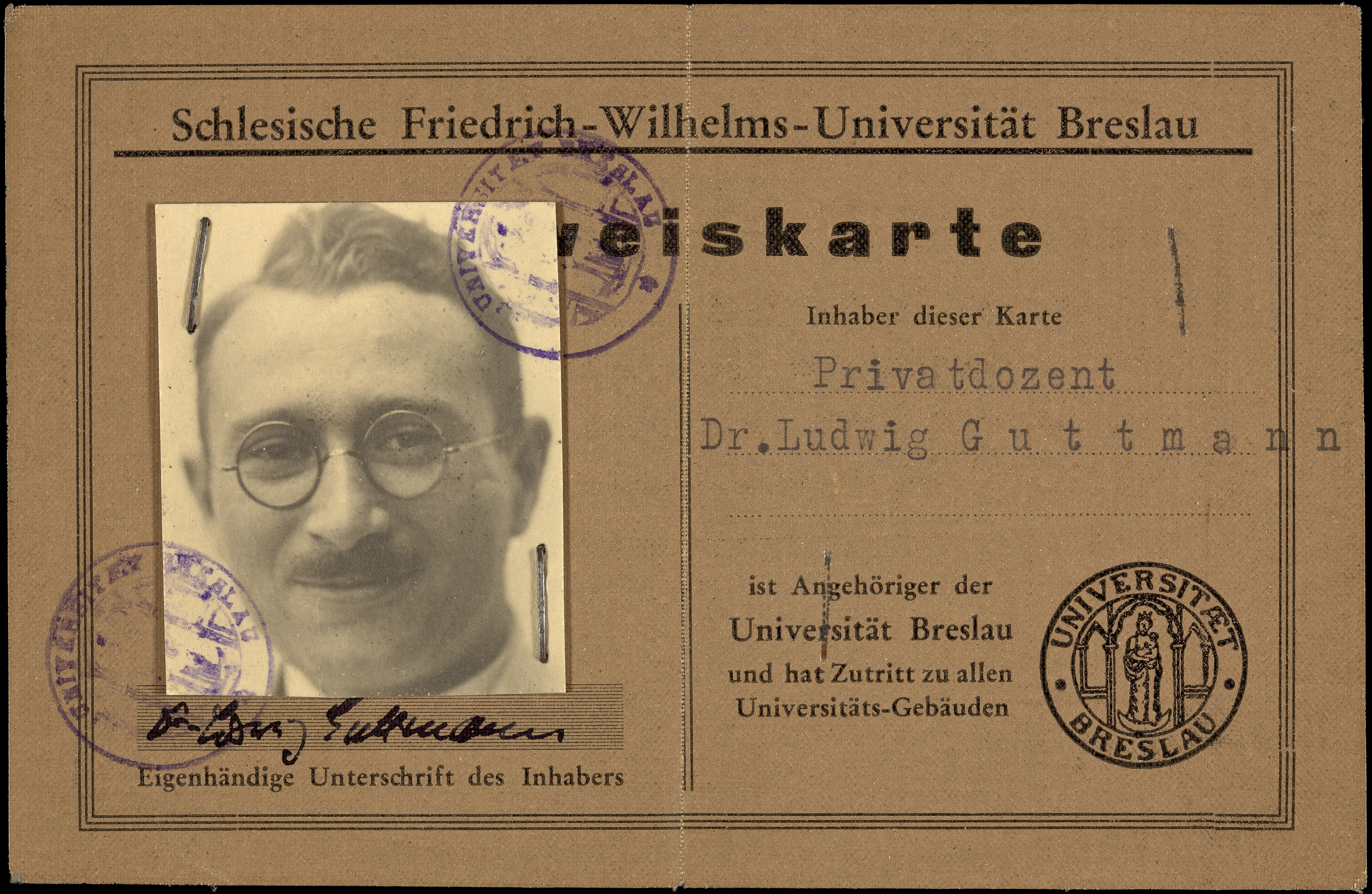
بنیان‌گذار بازی‌های استوک مندویل، سر لودویگ گاتمن
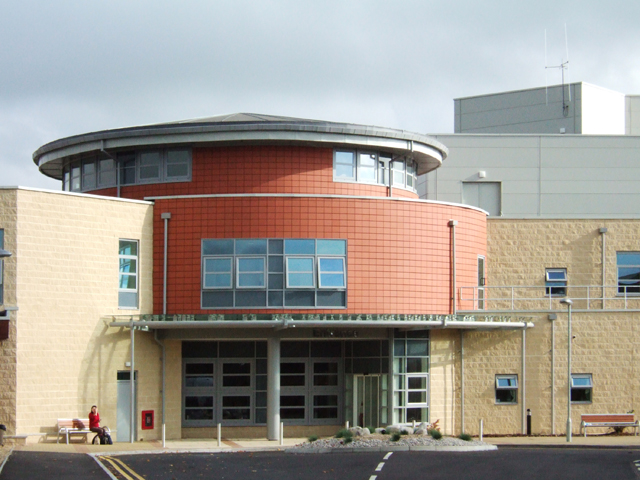
بیمارستان استوک مندویل، محل برگزاری اولین دوره بازی‌های استوک مندویل
لوگوی بازی‌های پارالمپیک که الهام گرفته از بازی‌های استوک مندویل است
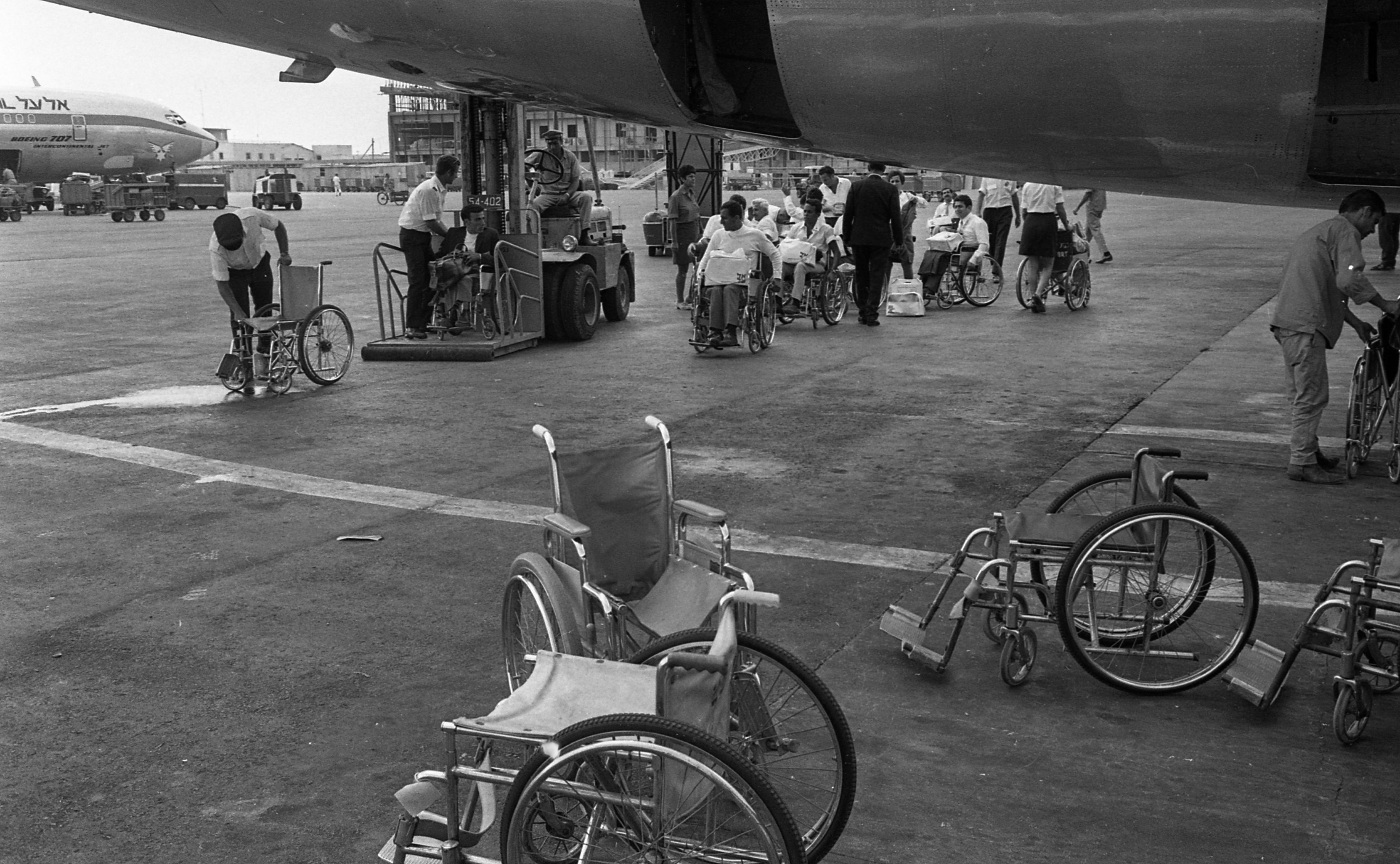
تیم‌های ورزشی معلولان در راه رفتن به هجدهمین دوره بازی‌های بین المللی استوک ماندویل.